# فرناندو ميركادو
فرناندو ميركادو (بالإسبانية: Fernando Mercado Villar)‏ (4 ديسمبر 1994 في الولايات المتحدة - ) هو لاعب كرة قدم مكسيكي في مركز الوسط.

## وصلات خارجية
- فرناندو ميركادو على موقع قاعدة بيانات كرة القدم.إي يو (الإنجليزية)
- فرناندو ميركادو على موقع Soccerway.com (الإنجليزية)